# Minalabac
Minalabac è una municipalità di quarta classe delle Filippine, situata nella Provincia di Camarines Sur, nella Regione del Bicol.
Minalabac è formata da 25 baranggay:
- Antipolo
- Bagolatao
- Bagongbong
- Baliuag Nuevo
- Baliuag Viejo
- Catanusan
- Del Carmen-Del Rosario (Pob.)
- Del Socorro
- Hamoraon
- Hobo
- Irayang Solong
- Magadap
- Malitbog

- Manapao
- Mataoroc
- Sagrada (Sagrada Familia)
- Salingogon
- San Antonio
- San Felipe-Santiago (Pob.)
- San Francisco (Pob.)
- San Jose
- San Juan-San Lorenzo (Pob.)
- Taban
- Tariric
- Timbang